# 10.000 Destinos
10.000 Destinos é o terceiro álbum ao vivo e o segundo em vídeo dos Engenheiros do Hawaii, lançado em junho de 2000. Seu título vem de uma canção homônima do álbum anterior, ¡Tchau Radar!, de 1999.
Foi gravado na antiga casa de shows paulistana Palace, nos dias 24 e 25 de março de 2000, durante a turnê ¡Tchau Radar!, que ocorreu entre 1999 e 2000, promovendo o lançamento do álbum homônimo, lançado no ano anterior. O disco confirma a tradição da banda de lançar um álbum ao vivo a cada três álbuns de estúdio, ideia inspirada na banda Rush, que faz o mesmo. O disco traz antigos sucessos, como "Ouça o Que Eu Digo, Não Ouça Ninguém", "Infinita Highway" e "Terra de Gigantes", além de canções recentes, como "A Montanha" e "A Promessa".
O disco traz quatro faixas de estúdio: duas inéditas ("Números" e "Novos Horizontes") e duas regravações ("Quando o Carnaval Chegar", de Chico Buarque; e "Rádio Pirata", da banda RPM, com a participação de seu ex-líder Paulo Ricardo). Foi o último disco do qual participaram o guitarrista Luciano Granja, o tecladista Lucio Dorfman e o baterista Adal Fonseca - os dois primeiros atualmente acompanham o cantor Armandinho e Adal integrou a última turnê do Kid Abelha, em comemoração aos 30 anos desta banda, entre 2011 e 2013.
Em 2001, o disco seria reeditado em formato duplo, com o nome 10.001 Destinos, contendo no primeiro disco as faixas ao vivo e, no segundo disco, além das faixas de estúdio, novas sete regravações de estúdio, com a formação posterior da banda (Paulinho Galvão na guitarra, Gláucio Ayala na bateria, Bernardo Fonseca no baixo e Humberto Gessinger de volta à guitarra).
Também em 2001, o disco foi relançado em VHS e DVD, incluindo três canções a mais no show: "Eu Que Não Amo Você", "Negro Amor" e "Sopa de Letrinhas", além de quatro videoclipes e um making of.
Destaque para as canções "Toda Forma de Poder" (que conta com um trecho de "Ilusão de Ótica") e "Refrão de Bolero", tocadas em formato acústico, com a participação do músico gaúcho Renato Borghetti na gaita-ponto.

## Faixas
Todas as faixas escritas e compostas por Humberto Gessinger, exceto onde indicado. 
| CD             |                                                                   |                                                           |                                                          |         |  |
| N.º            | Título                                                            | Compositor(es)                                            | Álbum original                                           | Duração |  |
| 1.             | "A Montanha"                                                      |                                                           | Minuano                                                  | 4:27    |  |
| 2.             | "Infinita Highway"                                                |                                                           | A Revolta dos Dândis                                     | 6:06    |  |
| 3.             | "A Promessa"                                                      |                                                           | Simples de Coração                                       | 3:20    |  |
| 4.             | "Ninguém = Ninguém"                                               |                                                           | Gessinger, Licks & Maltz                                 | 3:54    |  |
| 5.             | "Parabólica"                                                      | Humberto Gessinger; Augusto Licks                         | Gessinger, Licks & Maltz                                 | 2:54    |  |
| 6.             | "Toda Forma de Poder"                                             |                                                           | Longe Demais das Capitais                                | 3:13    |  |
| 7.             | "Refrão De Bolero"                                                |                                                           | A Revolta dos Dândis                                     | 2:45    |  |
| 8.             | "Somos Quem Podemos Ser"                                          |                                                           | Ouça o que Eu Digo: Não Ouça Ninguém                     | 2:48    |  |
| 9.             | "Pra Ser Sincero"                                                 | Humberto Gessinger; Augusto Licks                         | O Papa é Pop                                             | 2:52    |  |
| 10.            | "Piano Bar"                                                       |                                                           | Várias Variáveis                                         |         |  |
| 11.            | "Ilex Paraguariensis / Alívio Imediato"                           |                                                           | Simples de Coração / Alívio Imediato                     | 4:01    |  |
| 12.            | "Terra de Gigantes / Quanto Vale A Vida?"                         |                                                           | A Revolta dos Dândis / Filmes de Guerra, Canções de Amor | 3:16    |  |
| 13.            | "Era Um Garoto, que como Eu Amava os Beatles e os Rolling Stones" | Mauro Lusini; Franco Migliacci; Versão de Brancato Junior | O Papa é Pop                                             | 3:27    |  |
| 14.            | "Ouça O Que Eu Digo: Não Ouça Ninguém"                            |                                                           | Ouça o Que Eu Digo: Não Ouça Ninguém                     | 2:28    |  |
| 15.            | "O Papa É Pop/Cruzada"                                            | Gessinger/Tavinho Moura; Márcio Borges                    | O Papa é Pop/¡Tchau, Radar!                              | 6:10    |  |
| 16.            | "Números"                                                         |                                                           | Inédita                                                  | 3:25    |  |
| 17.            | "Rádio Pirata"                                                    | Paulo Ricardo; Luiz Schiavon                              | Inédita                                                  | 3:12    |  |
| 18.            | "Novos Horizontes"                                                |                                                           | Inédita                                                  | 3:35    |  |
| 19.            | "Quando O Carnaval Chegar"                                        | Chico Buarque                                             | Inédita                                                  | 1:39    |  |
| Duração total: | Duração total:                                                    | Duração total:                                            | Duração total:                                           | 1:06:30 |  |

### VHS/DVD
1. "A Montanha"
2. "Sopa de Letrinhas"
3. "Ouça O Que Eu Digo Não Ouça Ninguém"
4. "Eu Que Não Amo Você"
5. "Pra Ser Sincero"
6. "Somos Quem Podemos Ser"
7. "Piano Bar"
8. "Ninguém = Ninguém"
9. "Ilex Paraguanienses / Alívio Imediato"
10. "Terra de Gigantes / Incidental: Quanto Vale a Vida?"
11. "Era Um Garoto que como Eu Amava os Beatles e os Rolling Stones"
12. "Toda Forma de Poder / Incidental: Ilusão de Ótica"
13. "Refrão de Bolero"
14. "Parabólica"
15. "Infinita Highway"
16. "A Promessa"
17. "Negro Amor"
18. "O Papa É Pop" / Incidental: Cruzada

### Extras
- Making Of (¡Tchau Radar!)
- Videoclipes: "Rádio Pirata", "Negro Amor", "Eu Que Não Amo Você" e "Números"

## Formação
- Humberto Gessinger: Voz, baixo de 4 cordas, baixo fretless de 5 cordas (em "Somos Quem Podemos Ser" e "Pra Ser Sincero"), violão e teclados (em "Negro Amor" somente no DVD)
- Luciano Granja: Guitarras de 6 cordas, guitarra de 12 cordas (em Ninguém=Ninguém), slide guitar (também em Ninguém=Ninguém) e violão
- Lucio Dorfman: Teclados
- Adal Fonseca: Bateria